# Marina Arzamasova
Marina Aleksandrovna Arzamasova (in bielorusso Марина Александровна Арзамасова?; Minsk, 17 dicembre 1987) è una mezzofondista bielorussa, specializzata negli 800 metri piani, disciplina di cui è stata campionessa mondiale a Pechino 2015.

## Biografia
Sua madre, Ravilya Agletdinova, è stata anch'essa atleta e vincitrice dell'oro nei 1500 metri a Stoccarda 1986.
A Pechino 2015 conquista l'oro negli 800 m.
Nell'agosto del 2019 è stata sospesa per essere risultata positiva al Ligandrol a seguito di un controllo antidoping.

## Palmarès
| Anno | Manifestazione  | Sede           | Evento          | Risultato  | Prestazione | Note                                     |
| ---- | --------------- | -------------- | --------------- | ---------- | ----------- | ---------------------------------------- |
| 2011 | Mondiali        | Taegu          | 800 m piani     | Semifinale | 2'02"13     |                                          |
| 2012 | Mondiali indoor | Istanbul       | 800 m piani     | Batteria   | 2'02"05     |                                          |
| 2012 | Europei         | Helsinki       | 800 m piani     | Argento    | 2'01"02     |                                          |
| 2012 | Olimpiadi       | Londra         | 800 m piani     | Batteria   | 2'08"45     |                                          |
| 2013 | Europei indoor  | Göteborg       | 800 m piani     | Bronzo     | 2'01"21     | Miglior prestazione personale stagionale |
| 2013 | Mondiali        | Mosca          | 800 m piani     | Semifinale | 2'01”19     |                                          |
| 2014 | Mondiali indoor | Sopot          | 800 m piani     | Bronzo     | 2'00"79     | Miglior prestazione personale            |
| 2014 | Europei         | Zurigo         | 800 m piani     | Oro        | 1'58"15     | Miglior prestazione personale stagionale |
| 2015 | Mondiali        | Pechino        | 800 m piani     | Oro        | 1'58"03     |                                          |
| 2016 | Giochi olimpici | Rio de Janeiro | 800 m piani     | 7º         | 1'59"10     |                                          |
| 2017 | World Relays    | Nassau         | 4×800 m         | Argento    | 8'20"07     | Miglior prestazione personale stagionale |
| 2019 | World Relays    | Yokohama       | 2x2×400 m mista | 5º         | 3'51"64     |                                          |